# Raffaele Lombardo
Raffaele Lombardo (Catânia, 29 de outubro de 1950) é um político italiano, ex-presidente da região autônoma da Sicília (2008-2012).
Foi também presidente da província de Catânia de 2003 a 2008 e europarlamentar de 1999 a 2008.